# Rolf Nobel

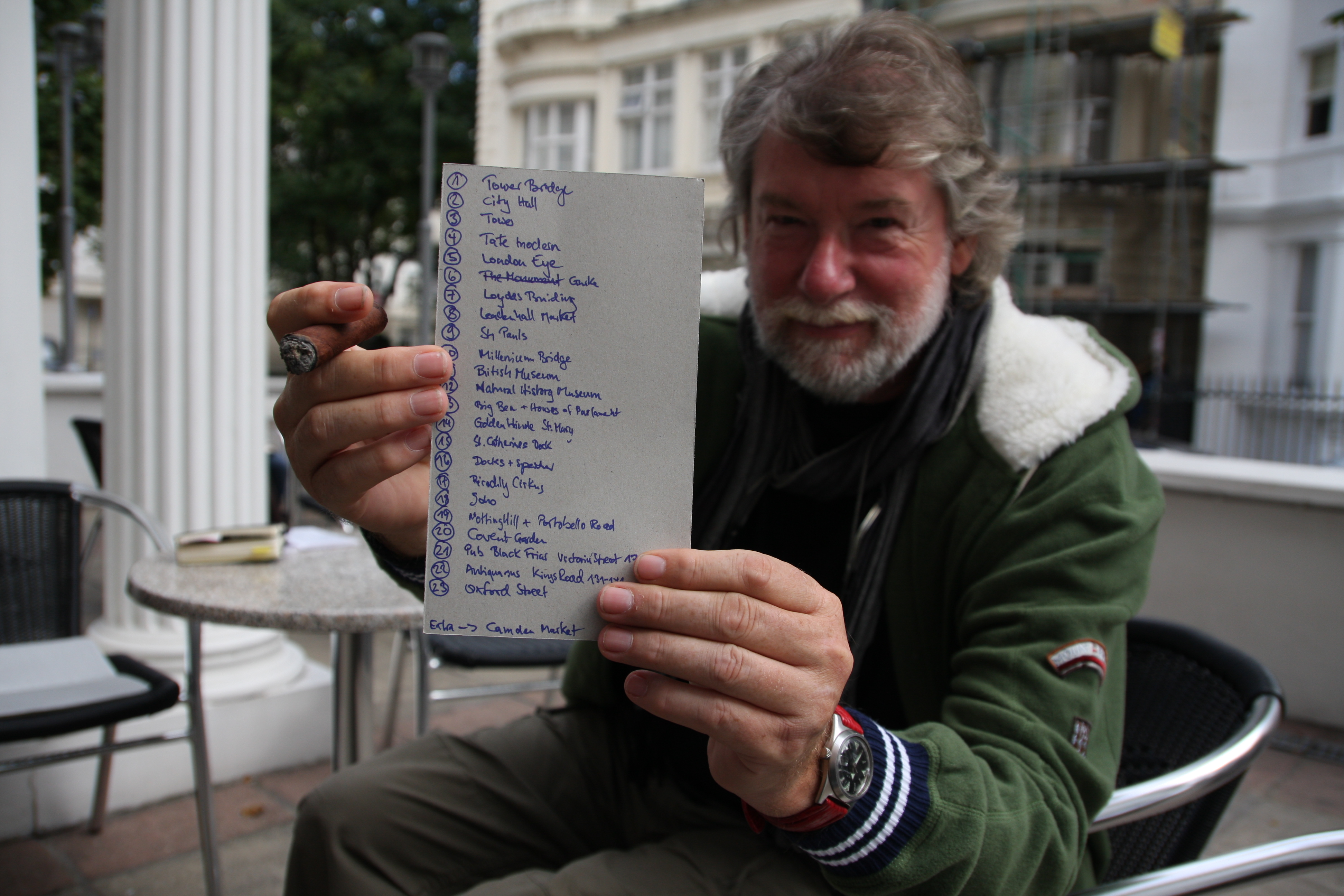
Der seinerzeitige Hochschullehrer Rolf Nobel 2009 beim Stock-Fotografie-Workshop in London

Rolf Nobel (* 1950 in Hamburg) ist ein deutscher Fotograf, Fotojournalist Kommunikationsdesigner,
Hochschullehrer und Lithograph. Bekannt wurde er in den 1980er und 1990er Jahren durch Fotoreportagen in deutschen Zeitschriften wie Geo, Mare und Stern. Von 2000 bis 2016 lehrte Nobel als Hochschulprofessor. 

## Leben
Rolf Nobel absolvierte eine Lehre als Lithograph und arbeitet einige Zeit in diesem Beruf. Von 1977 bis 1983 studierte er Kommunikationsdesign an der Hochschule für Bildende Künste  mit dem Schwerpunkt Fotografie in Hamburg. Er schloss das Studium 1983 mit dem Diplom ab.
Seit 1979 arbeitet er als freier Fotojournalist für verschiedene deutsche Zeitschriften. 1990 trat Nobel der Fotoagentur Visum in Hamburg bei und wurde bald darauf Miteigentümer. Nach einem kurzzeitigen Wechsel zur Agentur image|trust kehrte er zu Visum zurück.
In den Jahren 1997 und 1998 nahm er Lehraufträge für Fotojournalismus an der Muthesius Kunsthochschule in Kiel an. Im Jahre 2000 trat er eine Professur an der Hochschule für Angewandte Wissenschaften Hamburg an. Kurze Zeit später übernahm er an der Hochschule Hannover eine Professur für Fotografie. Im Juni 2016 erhielt er mit dem Dr.-Erich-Salomon-Preis der Deutschen Gesellschaft für Photographie eine der bedeutendsten deutschen Fotografie-Auszeichnungen. „Anknüpfend an die Tradition eines Otto Steinert hat Rolf Nobel deutsche Hochschulausbildung im Photojournalismus zu einem Markenzeichen gemacht und damit auch international zu einer neuen Wahrnehmung verholfen“, heißt es in der Begründung. Seit September 2016 ist er im Ruhestand.
Seit Ende 2010 ist der Studiengang an der Hochschule Hannover als der erste Bachelor-Studiengang Fotojournalismus und  Dokumentarfotografie in Deutschland akkreditiert.
Rolf Nobel ist Gründer des Lumix Festival für jungen Fotojournalismus, das von 2008 bis 2018 alle 2 Jahre in Hannover stattfand und das die Hochschule Hannover gemeinsam mit dem Verein zur Förderung der Fotografie in Hannover und in Kooperation mit Freelens veranstaltete. Nach einem Online-Festival 2020, für das die Hochschule Hannover der Veranstalter war und dem Rückzug von Panasonic als Sponsor wurde das Festival eingestellt.
Im Jahre 2013 gründete Rolf Nobel den Verein zur Förderung der Fotografie in Hannover e.V., deren Vorsitzender er seitdem ist. 2014 wurde von dem Verein in der Südstädter Eisfabrik die Fotogalerie GAF eröffnet. Die Galerie zeigt im Rahmen von 9 Ausstellungen jährlich ausschließlich journalistische und dokumentarische Fotografie. Rolf Nobel ist berufenes Mitglied der Deutschen Gesellschaft für Photographie (DGPh). 2016 wurde er mit dem Dr.-Erich-Salomon-Preis ausgezeichnet.

## Veröffentlichungen (Auswahl)
- Falschspieler Gottes – die Wahrheit über Jehovas Zeugen, Rasch und Röhring Verlag 1984
- Mitten durch Deutschland, Rasch und Röhring Verlag 1985
- Vom Aufhören und Weitermachen: Rolf Nobel und Studierende des Studiengangs Fotojournalismus und Dokumentarfotografie, morisel Verlag 2016, ISBN 978-3943915280